# Блазень (карта таро)

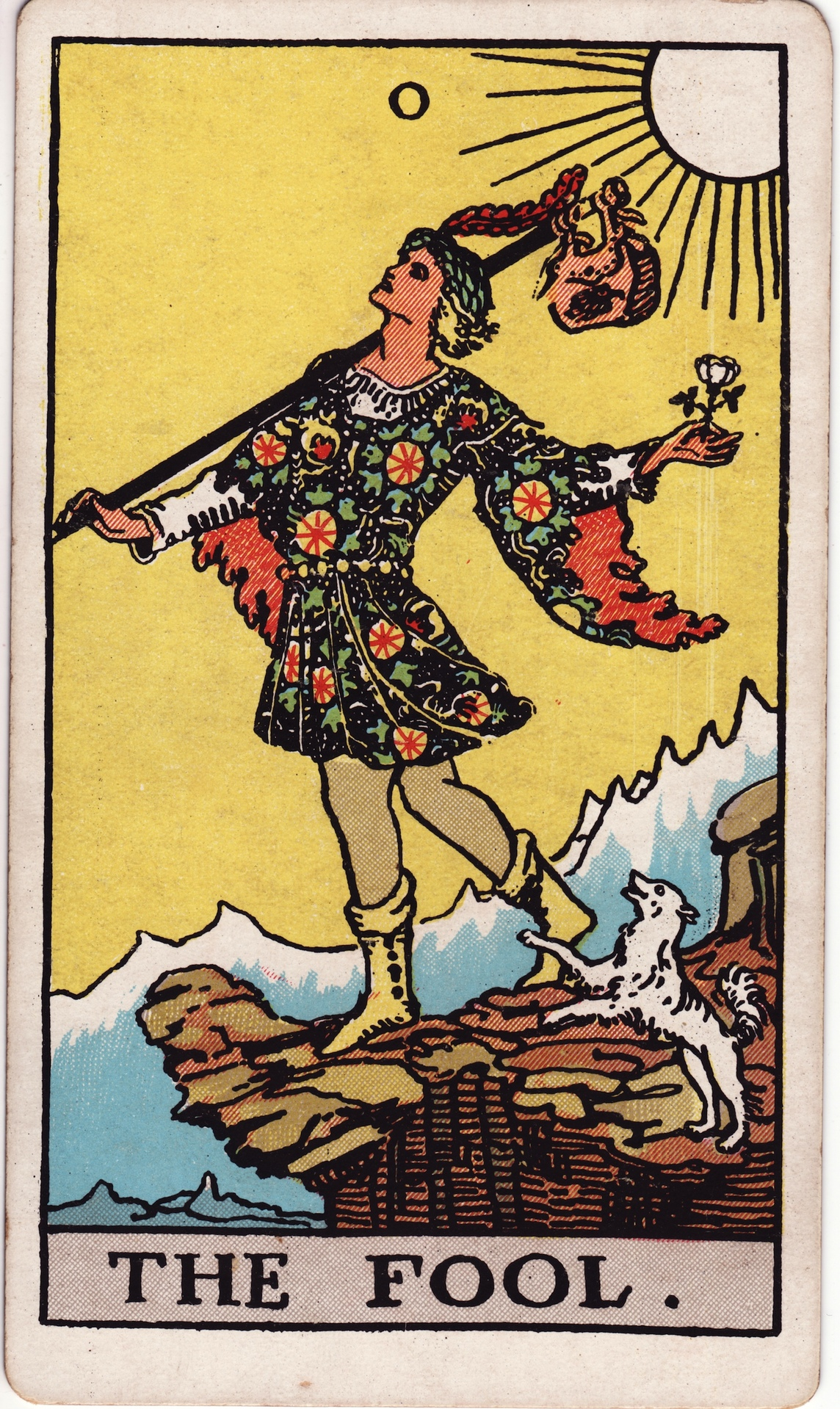
Дурень із колоди Таро Вершника–Вейта

Блазень, або Дурень — одна з 78 карт у колоді Таро. У читанні карт Таро це один із 22 Старших Арканів, іноді пронумерований як 0 (перший) або XXII (останній). Однак у колодах, призначених для гри в традиційні карткові ігри Таро, вона зазвичай не пронумерована, оскільки не є однією з 21 козиря, а натомість сама по собі служить унікальній меті.

## Іконопис

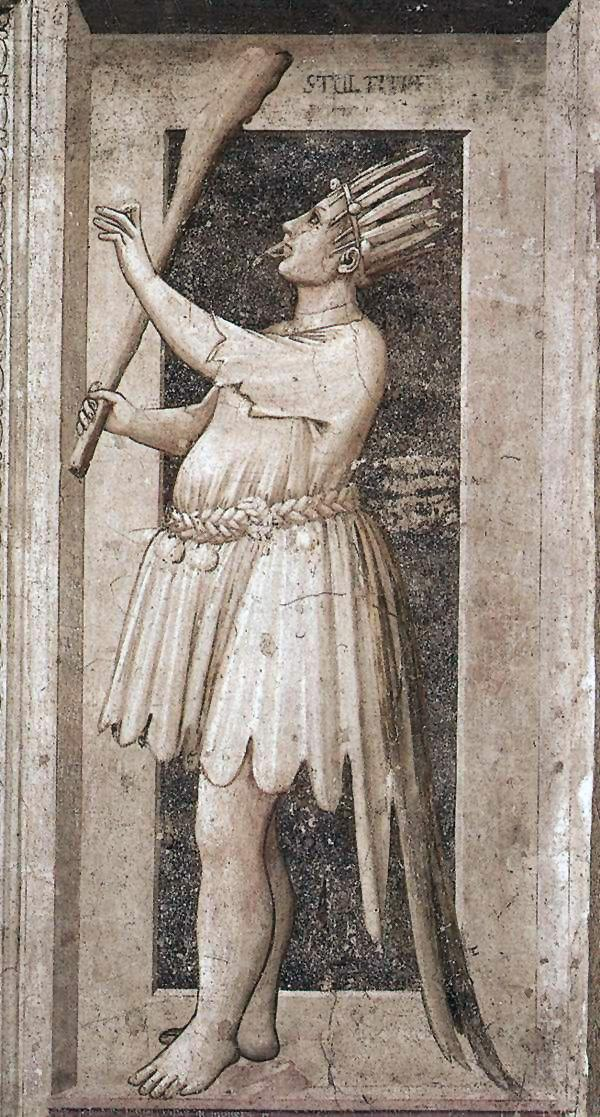
Стандартна середньовічна алегорія дурості, написана Джотто з каплиці Скровеньї в Падуї. Це зображення нагадує Дурня в перших збережених розписних колодах.

У Таро Марселя Дурень називається Ле Мат, а в більшості італійських колод Таро — Іль Матто. Ці архаїчні слова означають «божевільний» або «жебрак» і можуть бути пов’язані зі словом «мат» у зв’язку з початковим використанням карт Таро для ігрових цілей. 
У найдавніших колодах Таро Дурня зазвичай зображували у вигляді жебрака або волоцюги. У колоді таро Вісконті-Сфорца Дурень одягнений у пошарпаний одяг і панчохи без взуття, а на спині носить палицю. У його волоссі щось схоже на пір'я. Його непокірна борода та пір'я можуть бути пов'язані з традицією лісника або дикої людини. Ще одне раннє італійське зображення, пов’язане з традицією, — це перше (і найнижче) із серії так званих Тароккі Мантенья. Ця серія гравюр, що містить зображення соціальних ролей, алегоричних фігур і класичних божеств, починається з Мізеро, зображення жебрака, що спирається на посох.  Подібне зображення міститься в німецькому Hofämterspiel; там дурень (нім. Narr) зображений як босоніж чоловік у мантії, мабуть, із дзвіночками на капюшоні, який грає на сопілці. 
Марсельське Таро та пов’язані з ним колоди так само зображують бородату людину в капелюсі, можливо, блазня; він завжди носить оберемок своїх речей на палиці (так званий биндл), перекинутій на спину. Здається, його проганяє тварина, собака чи кіт. Тварина порвала штани. 
У колоді Вершника–Вейта та інших езотеричних колодах, створених для картографії, Дурень зображений у вигляді юнака, який неусвідомлено йде до краю прірви. У колоді Таро Райдера-Вейта він також зображений із маленькою собачкою. Дурень тримає білу троянду (символ свободи від низинних бажань) в одній руці, а в іншій невеликий оберемок майна, що символізує невикористані колективні знання. 
У колодах Таро французької масті, які не використовують традиційні символічні зображення колод італійської масті для козирної масті, Дурень зазвичай складається як блазень або бард, що нагадує Джокера, який часто додається до стандартної колоди з 52 карт.

## Історія
У колодах до Вейта-Сміта Дурень майже завжди не пронумерований. Є кілька винятків: деякі старі колоди (зокрема Sola Busca 15 століття) позначали карту 0, а бельгійські колоди 18 століття позначали Дурня як XXII.  Дурень майже завжди повністю відокремлений від послідовності козирів в історичних колодах. З усім тим, є історичний прецедент для того, щоб розглядати його як найнижчий козир і як найвищий козир.
Традиційно Старші Аркани в картах Таро нумеруються римськими цифрами. Дурень нумерується нулем, однією з арабських цифр.
Дурень може бути попередником Джокера. 

## Приклади

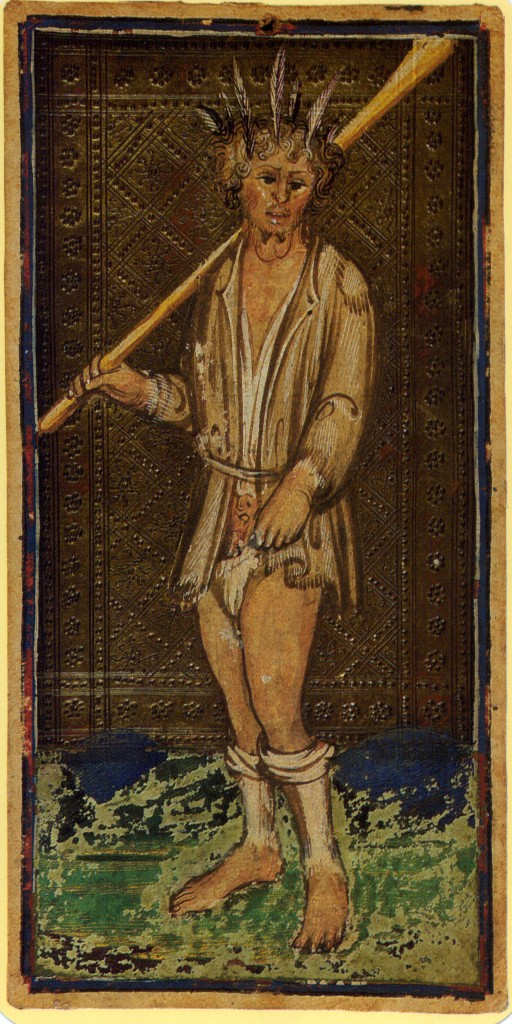
Пірпонт Морган Бергамо(прибл.1451)
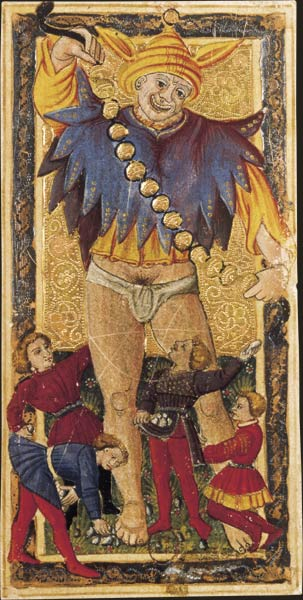
Карл VI (або Грінгонер) (15 століття)
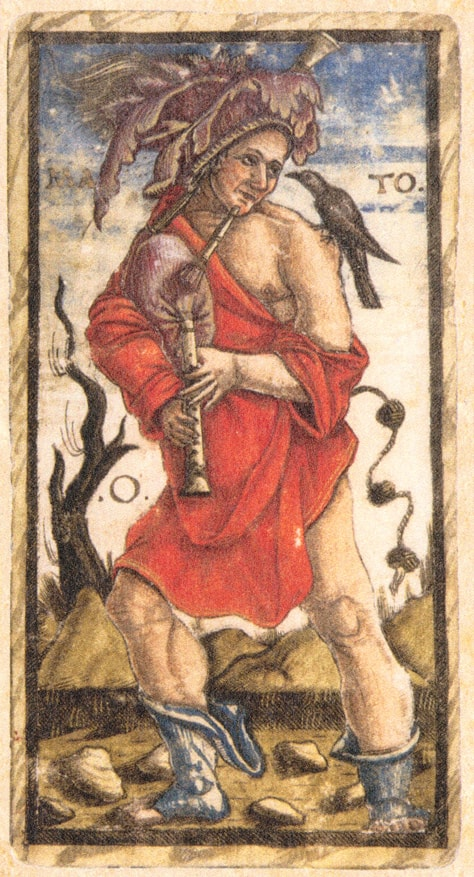
Сола Буска(1491)
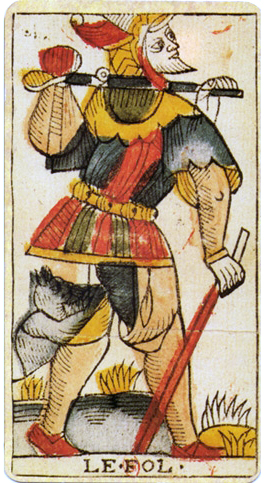
Жан Додаль(1701–1715)
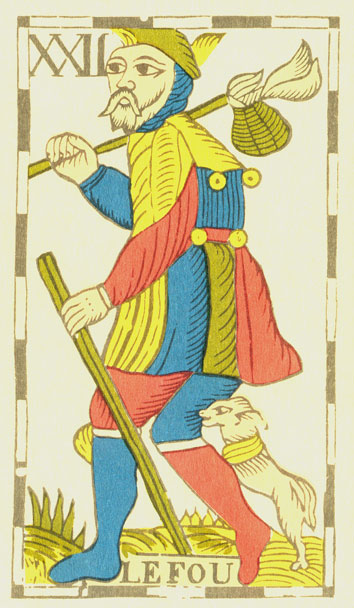
ф. І. Ванденборр (1780)
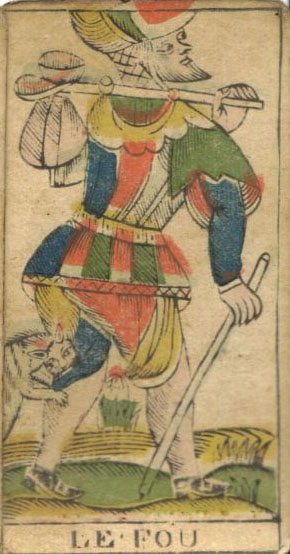
Безансон(прибл.1820–1830)
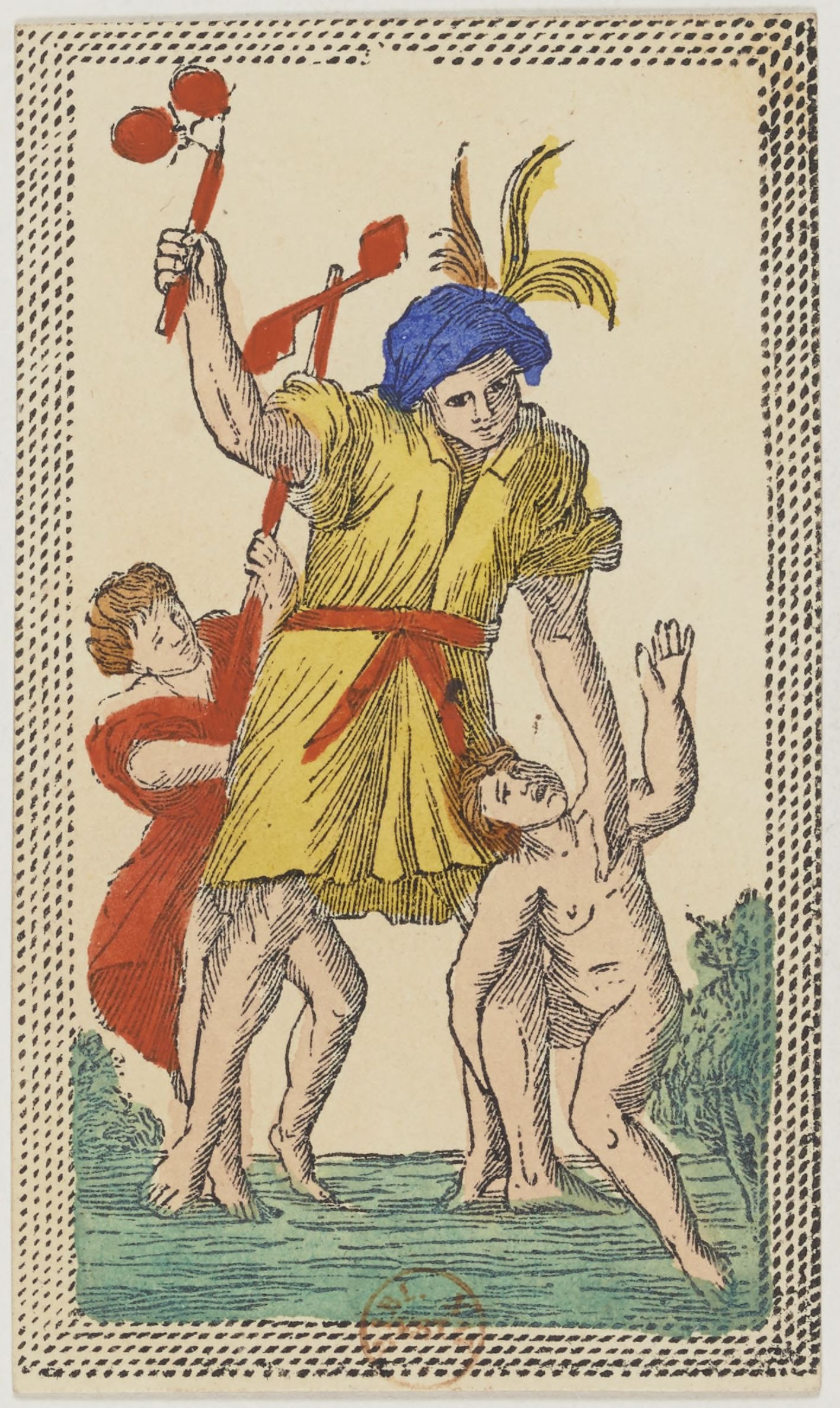
Флоренс Мінчіате(1860–1890)
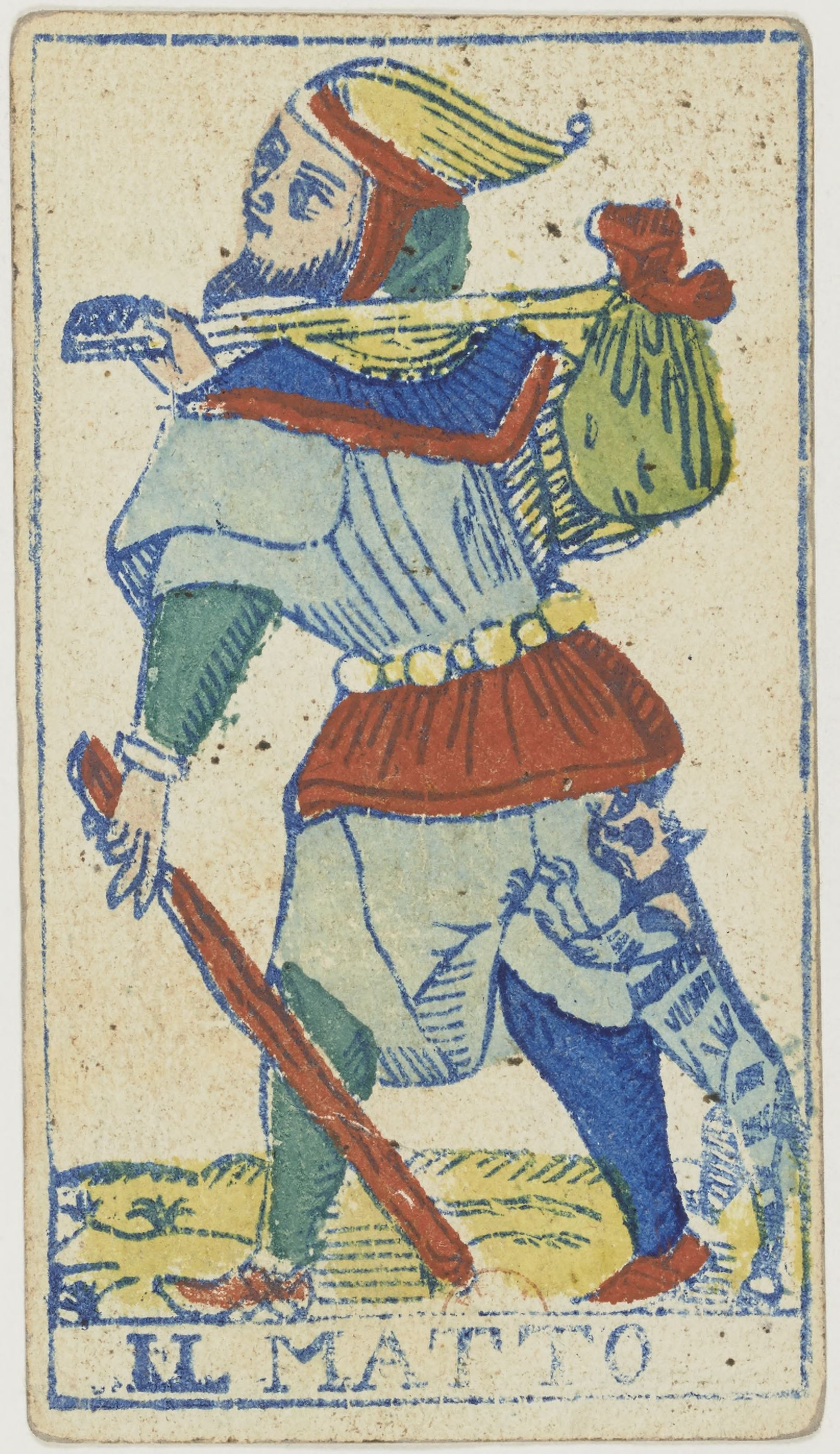
Ф. Ф. Солезіо (1865)
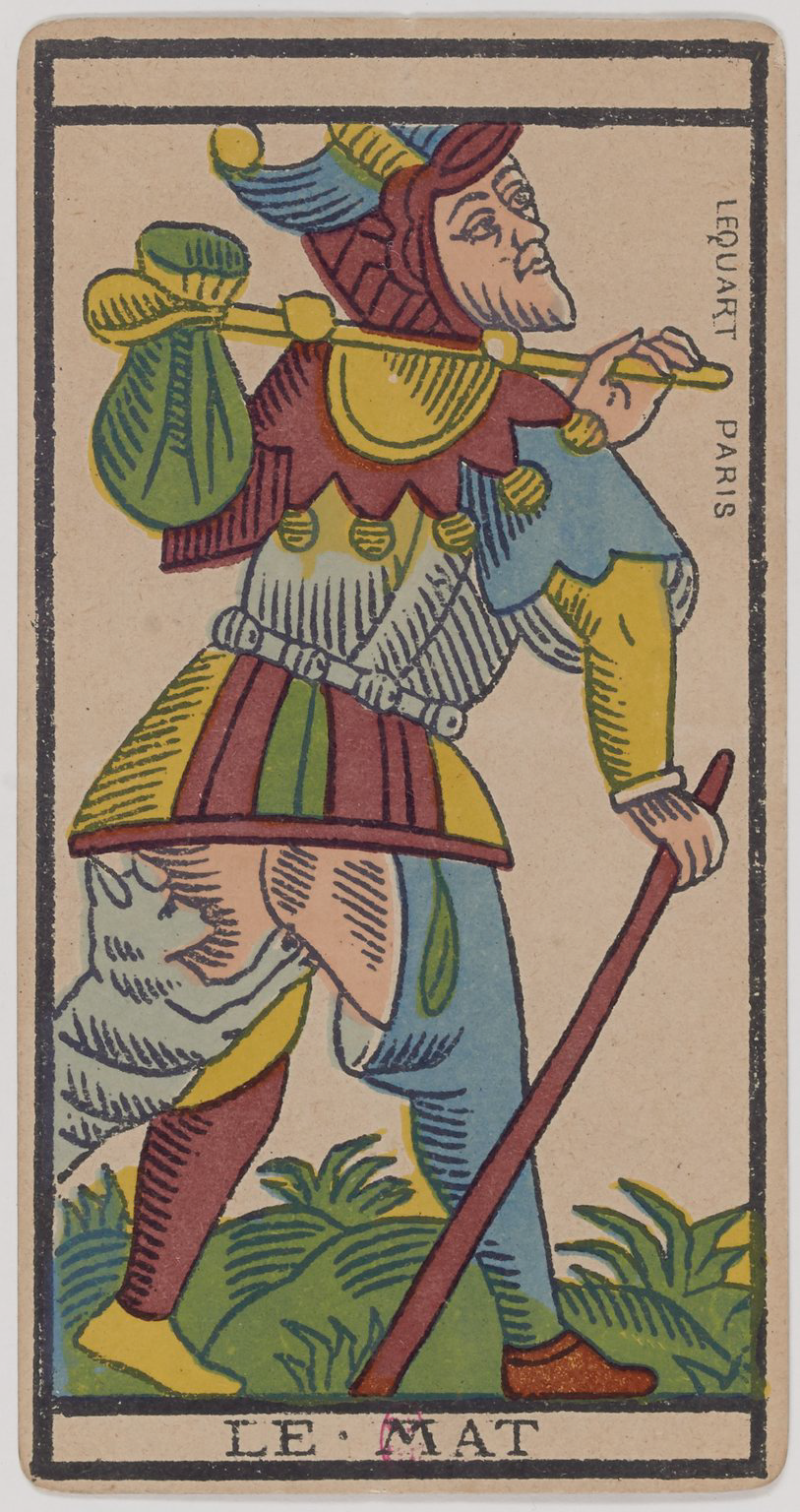
Леквар (1890)
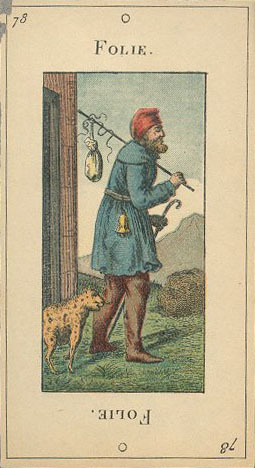
Гранд Еттейя (прибл.1890–1910)
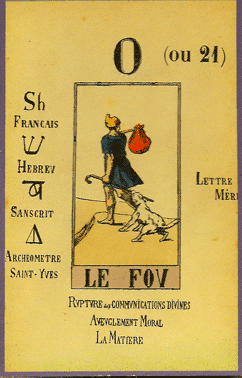
Папус(1909)

## В карткових іграх Таро

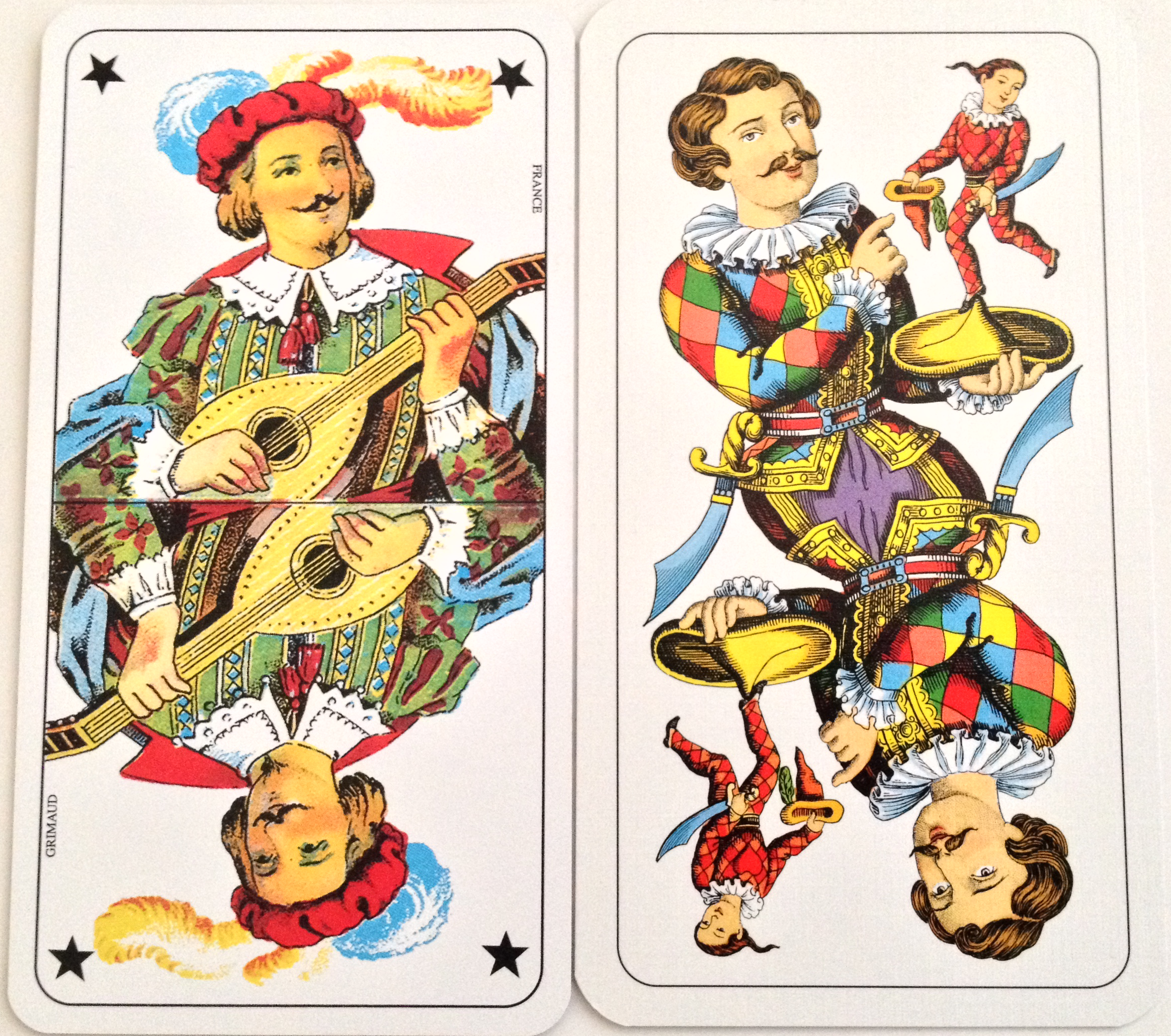
Дві найпоширеніші карти Дурень у карткових іграх Таро, l'Excuse (ліворуч) із Tarot Nouveau та Sküs (праворуч) з Industrie und Glück.

У читанні карт Таро Дурень зазвичай вважається частиною Старших Арканів. Це не так у карткових іграх Таро; роль дурня в більшості ігор не залежить як від карт простих мастей, так і від козирів, і карта не належить до жодної категорії. Таким чином, більшість колод таро, спочатку створених для гри, не призначають номер Дурню, що вказує на його ранг у козирній масті; воно не має жодного. Вейт дає дурню число 0, але у своїй книзі йдеться про дурня між Судом, № 20, і Світом, № 21. Єдиною традиційною ігровою колодою, яка має номер Дурень 0, є Tarocco Piemontese. З 1930-х років колоди Таро Нуво часто використовують чорну перевернуту кефаль як кутовий покажчик для Дурня.   Практично у всіх іграх Таро Дурень є однією з найцінніших карт.
У більшості ігор Таро, що походять з Італії та Франції, Дурень відіграє унікальну роль. У цих іграх Дурня іноді називають «Виправданням». Ігри Таро, як правило, є іграми на трюк; розігрування карти дурня звільняє гравця від наслідування або гри в козир. Наприкінці трюку гравець забирає дурня та додає його до власної стопки трюків і (у більшості ігор) дає переможцю трюку найменш цінну карту з тієї самої купи. Якщо немає карток для обміну, Дурень коштує на одне очко менше, а додаткове очко дається тому, хто бере трюк. Або в кінці роздачі його можна присудити гравцеві або команді, які виграли всі трюки. Зазвичай Дурня не можна схопити, але в деяких іграх його можна виграти в останньому трюку, що може принести бонус до очок.
У другорядному варіанті французького таро гравець роздав козир 1, але без інших козирів, або Дурень може змусити козир 1 поводитися так само як Дурень (petit imprenable). Однак, згідно з офіційними правилами турніру, гравець у цій ситуації повинен оголосити про свою руку та змусити повторну роздачу (petit sec).
У п’ємонтській грі XVIII століття «Седічі» та її різновидах Дурень був найнижчим козирем.  На відміну від більшості ігор, Дурень коштує лише одне очко. Це схоже на роль козиря Miseria в сицилійських тароках.

### Як найвищий козир
У більшості центральноєвропейських ігор Tarock дурень, або Sküs, просто грається як 22-й козир, що робить його найвищим козирем у таких іграх.  У Königrufen дурня можна схопити, але лише якщо його розіграти в той самий трюк із козирями 21 і 1, у цьому випадку виграє козир 1; це називається трюк імператора або казковий трюк.  В угорському тароку гравець, який програє Дурню 21 козир, традиційно має носити дурний капелюх. 

### Як виправдання і найвищий козир
У французькому таро та Droggn дурень є виправданням, але в рідкісних випадках він буде найвищим козирем. Якщо гравець, який тримає Дурня, виграв усі попередні прийоми, в останньому взятті Дурень стає найвищим козирем. 
У Troggu дурень є найвищим козирем, але якщо це останній козир у власності гравця, гравець може вибрати кинути іншу карту замість наслідування. Як тільки це станеться, Дурень більше не буде козирем, а виправданням, яке потрібно залишити для останнього трюку. 

### Як виправдання і дика карта
До і після гри Tarocchini Matto (Дурень) і Bégato називаються contatori (лічильники), обмежена форма диких карт.  Їх можна використовувати окремо або разом, щоб заповнити відсутні прогалини в комбінаціях або розширити їх, але вони не можуть заповнити дві послідовні прогалини в послідовних комбінаціях.  Вони не можуть замінити найвищий козир або королів. Обидві карти можна використовувати в будь-якій послідовності, але оскільки Дурень не може бути захоплений, поки Чарівник вразливий, гравець, який тримає Чарівника, хотів би використовувати його лише розсудливо. 
В іграх Grosstarock, з яких датський tarok є останнім, що вижив, Дурень може зайняти місце відсутньої карти під час оголошення перед грою. Однак об’єднання, виконане за допомогою Дурня, коштує лише половину балів порівняно з природним об’єднанням. Крім того, коли ведучий трюк, Дурень може перетворитися на найслабшу карту будь-якої масті, яку вибере гравець, але її буде відправлено до купи трюків гравця як виправдання. Проте, якщо у суперників бракує вказаної масті, вони можуть отримати право встановити масть трюку. 

## У популярній культурі
У JoJo's Bizarre Adventure собака, на ім'я Іггі має підставку, названу на честь Дурня, яка має силу контролювати пісок.
У Persona герої третьої, четвертої та п’ятої ігор володіють тайною Дурня.
У Street Fighter Дурень використовується для представлення персонажів Рю (Street Fighter) і Дж.
У мінісеріалі Adventure Time Stakes один із членів двору Короля вампірів названий на честь Дурня.
У Phasmophobia Дурень є однією з 10 карт, які можна витягти, використовуючи карти Таро. Під час першого витягування карти вона виглядає як інша карта, а потім незабаром перетворюється на Дурня й нічого не робить. Під час полювання всі карти перетворюються на Дурня, фактично втрачаючи будь-який можливий позитивний ефект, який можна отримати від інших взятих карт. 
У Мертвому домі кожен із його босів у основній серії названий на честь карт Таро Старших Арканів (за винятком Диявола). Другий бос третьої частини (Тип-0028) названий на честь карти Дурень, він бореться з гравцями у своїй клітці, рубаючи їх кігтями або скидаючи на гравця залишки тіл.
У The Binding of Isaac гравець може використати картку Дурня, щоб телепортувати Ісаака назад до початкової кімнати поверху, на якому він зараз перебуває.
У Cyberpunk 2077 карту Таро «Дурень» можна знайти на стіні квартири головного героя V.
У Gravity's Rainbow головний герой Тайрон Слотроп асоціюється з Дурнем. Він також з'являється на обкладинці єдиного альбому, випущеного (вигаданою) британською рок-групою The Fool.
У The Fool's Errand Дурень — головний герой, який мандрує чотирма королівствами, заснованими на масті, зустрічаючи персонажів, які представляють кожну карту старших і молодших арканів.
У Володарі таємниць головний герой Клейн Моретті використовує цю карту як свій псевдонім.

## Дивись також
- Божественне божевілля
- Священний юродивий